# Масазыргёль
Масазыргёль — озеро в Азербайджане. Расположено на северо-западе Апшеронского полуострова, в 15 км от центра Баку, и в 8 км от выезда из Баку, в Апшеронском районе, вблизи одноимённого посёлка. Площадь озера — 10 км². Водоём неглубокий.
Вода солёная, с высокой концентрацией хлорида и сульфата. Пристутсвуют кальций, магний.
В воде присутствуют бактерии галофилы. Наличие бактерий и большого количества йода придаёт озеру красный окрас. В связи с высоким уровнем солёности практически отсутствуют флора и фауна.
В летний период озеро пересыхает. На поверхности образуется соленая корка.
Озеро огорожено. Установлены запрещающие знаки.
Озеро является крупным источником соли, запасы которой составляют 1 млн 735 тыс. тонн.

## Производство соли
21 июля 2010 года около озера введён в эксплуатацию Масазырский соляной завод холдинга «Azersun». Строительство завода было начато в 2007 году. Завод расположен на территории 8 гектар. Мощность завода составляет 90 000 тонн соли в год. Завод производит пищевую и техническую соль.
Соль добывается как из воды, так и из глинистой структуры.
До постройки завода соль на озере добывали кустарным способом.

## Галерея

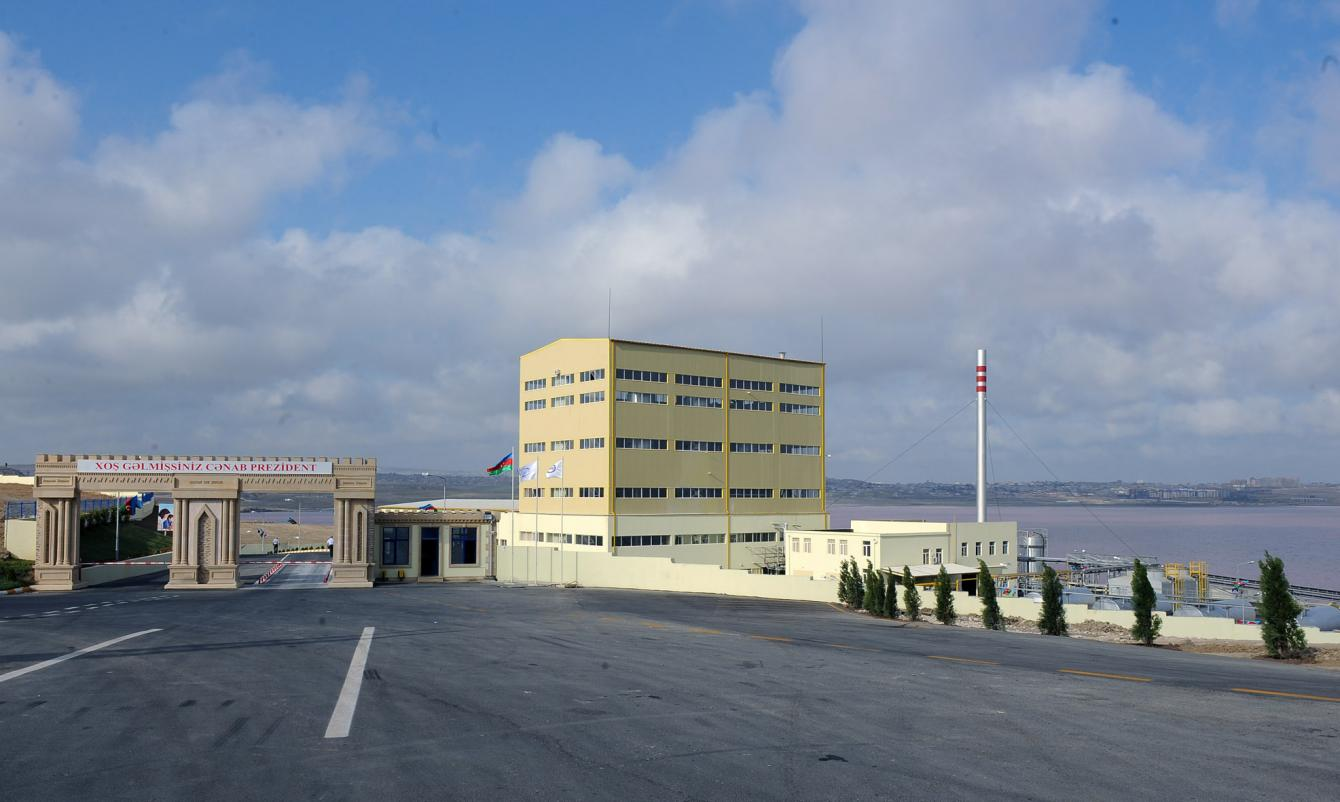
Масазырский соляной завод